# Coelotes yodoensis
Coelotes yodoensis là một loài nhện trong họ Amaurobiidae.
Loài này thuộc chi Coelotes. Coelotes yodoensis được miêu tả năm 1977 bởi Nishikawa.